# Đường sắt Tháng Mười
Đường sắt Tháng Mười hay Đường sắt Oktyabrskaya (tiếng Nga: Октябрьская железная дорога, Oktyabrskaya zhyelyeznaya doroga là một tuyến đường sắt khổ rộng của Liên bang Nga, với chiều rộng 1500 mm (4 foot 11 5⁄6 in). Nó bắt đầu từ Ga cuối Leningrad tại thủ đô Moskva, chạy ngược lên phía Bắc đến thành phố cảng Murmansk ở cực Bắc. Đường sắt Tháng Mười là tuyến đường sắt lâu đời nhất ở nước Nga và hiện nay là một phần của hệ thống Đường sắt Nga (RZhD). Tổng chiều dài của tuyến đường sắt Tháng Mười là 10.000 cây số với tổng hành dinh được đặt ở thành phố Sankt Peterburg.

## Lịch sử
Tuyến đường sắt đầu tiên của nước Nga nối liền kinh đô Sankt Peterburg tới Tsarskoye Selo chính là một phần của Đường sắt Tháng Mười hiện nay, có chiều dài 27,9 cây số và được đưa vào hoạt động vào năm 1837. Tiếp đó, tuyến đường sắt thứ hai của nước Nga nối liền kinh đô Sankt Peterburg với cố đô Moskva, cũng trở thành một phần của Đường sắt Tháng Mười và được đưa vào hoạt động năm 1851. Đường sắt Tháng Mười cũng bao hàm đoạn kéo dài theo hướng tới Tallinn, thủ đô Estonia (đoạn này kéo tới tận biên giới Estonia), cung cấp tuyến đường cho các chuyến tàu GoRail của Estonia chạy tới Sankt Peterburg.

## Danh sách các tuyến đường trong Đường sắt Tháng Mười
- Tuyến Tsarskoye Selo
- Đường sắt Moskva – Sankt Peterburg
- Tuyến Primorskaya
- Tuyến Tovarnaya

## Tuyến đường sắt "Tháng Mười nhỏ"
Tuyến đường sắt "Tháng Mười nhỏ" (Malaya Oktyabrskaya) là một tuyến đường sắt khổ hẹp ở Sankt Peterburg, hoạt động từ năm 1948 tới 2008. Trong số các nhà ga của tuyến bao gồm Ga Ozyornaya, Ga Yuny và Ga Pionerskaya. Đây là tuyến đường sắt dành cho trẻ em.